# Dicranomyia lugubris
Dicranomyia lugubris är en tvåvingeart som beskrevs av de Meijere 1924. Dicranomyia lugubris ingår i släktet Dicranomyia och familjen småharkrankar. Inga underarter finns listade i Catalogue of Life.